# Danh sách đơn vị hành chính cấp hương của Nội Mông

## Nội Mông

### Hô Hòa Hạo Đặc (Hohhot)
| Thành phố cấp địa khu Hohhot (Hô Hòa Hạo Đặc) quản lí trực tiếp 9 đơn vị hành chính cấp huyện, bao gồm 4 quận, 4 huyện và 1 kỳ. Các đơn vị hành chính cấp huyện này được chia thành ??? đơn vị hành chính cấp hương, bao gồm ??? nhai đạo, ??? trấn và ??? hương. | |
| Tân Thành | Nhai đạo |
| Tân Thành | Hải Lạp Nhĩ Đông Lộ, Tích Lâm Bắc Lộ, Trung Sơn Đông Lộ, Đông Nhai, Tây Nhai, Đông Phong Lộ, Nghênh Tân Lộ, Thành Cát Tư Hãn Đại Nhai |
| Tân Thành | Trấn |
| Tân Thành | Bảo Hợp Thiếu |
| Hồi Dân | Nhai đạo |
| Hồi Dân | Tân Hoa Tây Lộ, Trung Sơn Tây Lộ, Quang Minh Lộ, Hải Lạp Nhĩ Tây Lộ, Hoàn Hà Nhai, Thông Đạo Nhai, Cương Thiết Lộ Nhai                |
| Hồi Dân | Trấn |
| Hồi Dân | Du Du Bản |
| Ngọc Tuyền | Nhai đạo |
| Ngọc Tuyền | Tiểu Triệu Tiền Nhai, Hưng Long Hạng, Trường Hòa Lang, Thạch Đông Lộ, Đại Nam Nhai, Ngạc Nhĩ Đa Tư Lộ, Tây Thái Viên, Chiêu Quân Lộ   |
| Ngọc Tuyền | Trấn |
| Ngọc Tuyền | Tiểu Hắc Hà |
| Tái Hãn | Nhai đạo |
| Tái Hãn | Nhân Dân Lộ, Đại Học Tây Lộ, Ô Lan Sát Bố Đông Lộ, Đại Học Đông Lộ, Trung Chuyên Lộ, Chiêu Ô Đạt Lộ, Ba Ngạn, Sắc Lặc Xuyên Lộ        |
| Tái Hãn | Trấn |
| Tái Hãn | Du Lâm, Hoàng Hợp Thiếu, Kim Hà |
| Thác Khắc Thác | Trấn |
| Thác Khắc Thác | Song Hà, Tân Doanh Tử, Ngũ Thân, Ngũ Thập Gia, Cổ Thành                                                                               |
| Hòa Lâm Cách Nhĩ | Trấn |
| Hòa Lâm Cách Nhĩ | Thành Quan, Thịnh Nhạc, Tân Điếm Tử, Xảo Thập Doanh                                                                                   |
| Hòa Lâm Cách Nhĩ | Hương |
| Hòa Lâm Cách Nhĩ | Xá Tất Nhai, Đại Hồng Thành, Dương Quần Câu, Hắc Lão Yêu                                                                              |
| Thanh Thủy Hà | Trấn |
| Thanh Thủy Hà | Thành Quan, Hoành Hà, Lạt Ma Loan, Lão Ngưu Loan                                                                                      |
| Thanh Thủy Hà | Hương |
| Thanh Thủy Hà | Diêu Câu, Bắc Bảo, Cửu Thái Trang, Ngũ Lương Thái                                                                                     |
| Vũ Xuyên | Trấn |
| Vũ Xuyên | Khả Khả Dĩ Lực Canh, Cáp Nhạc, Tây Ô Lan Bất Lãng                                                                                     |
| Vũ Xuyên | Hương |
| Vũ Xuyên | Đại Thanh Sơn, Thượng Ngốc Hợi, Đắc Thắng Câu, Nhị Phân Tử, Cáp Lạp Hợp Thiếu, Háo Lại Sơn                                            |
| Thổ Mặc Đặc Tả | Trấn |
| Thổ Mặc Đặc Tả | Sát Tố Tề, Tất Khắc Tề, Thiện Đại, Đài Các Mục, Bạch Miếu Tử, Sa Nhĩ Thấm, Sắc Lặc Xuyên                                              |
| Thổ Mặc Đặc Tả | Hương |
| Thổ Mặc Đặc Tả | Bắc Thập Trục, Tháp Bố Tái |

### Bao Đầu
| Thành phố cấp địa khu Bao Đầu quản lí trực tiếp 9 đơn vị hành chính cấp huyện, bao gồm 6 quận, 1 huyện và 2 kỳ. Các đơn vị hành chính cấp huyện này được chia thành ??? đơn vị hành chính cấp hương, bao gồm ??? nhai đạo, ??? trấn và ??? hương. | |
| Đông Hà | Nhai đạo |
| Đông Hà | Hòa Bình Lộ, Tài Thần Miếu, Tây Não Bao, Nam Môn Ngoại, Nam Khất Động, Đông Trạm, Hồi Dân, Thiên Kiêu, Hà Đông, Thiết Tây, Đông Hưng, Dương Khất Lăng                                          |
| Đông Hà | Trấn |
| Đông Hà | Hà Đông, Sa Nhĩ Thấm |
| Côn Đô Luân | Nhai đạo |
| Côn Đô Luân | Thiếu Tiên Lộ, Chiểu Đàm, Lâm Ấm Lộ, Hữu Nghị Đại Nhai, A Nhĩ Đinh Đại Nhai, Đoàn Kết Đại Nhai, An Sơn Đạo, Tiền Tiến Đạo, Thị Phủ Đông Lộ, Bạch Vân Lộ, Hoàng Hà Tây Lộ, Côn Đông Lộ, Côn Bắc |
| Côn Đô Luân | Trấn |
| Côn Đô Luân | Côn Hà, Bặc Nhĩ Hán Đồ |
| Thanh Sơn | Nhai đạo |
| Thanh Sơn | Tiên Phong Đạo, Hạnh Phúc Lộ, Vạn Thanh Lộ, Phú Cường Lộ, Khoa Học Lộ, Thanh Sơn Lộ, Tự Do Lộ, Ô Tố Đồ                                                                                         |
| Thanh Sơn | Trấn |
| Thanh Sơn | Thanh Phúc, Hưng Thắng |
| Thạch Quải | Nhai đạo |
| Thạch Quải | Thạch Quải, Đại Phát, Đại Từ, Ngũ Đương Câu, Bạch Hồ Câu, Đại Đức Hằng |
| Thạch Quải | Trấn |
| Thạch Quải | Ngũ Đương Triệu |
| Thạch Quải | Tô mộc |
| Thạch Quải | Cát Hốt Luân Đồ |
| Bạch Vân Ngạc Bác | Nhai đạo |
| Bạch Vân Ngạc Bác | Khoáng Sơn Lộ, Thông Dương Đạo |
| Cửu Nguyên | Nhai đạo |
| Cửu Nguyên | Sa Hà, Tái Hãn, Tát Như Lạp, Bạch Âm Tịch Lặc |
| Cửu Nguyên | Trấn |
| Cửu Nguyên | Ma Trì, Cáp Lâm Cách Nhĩ, Cáp Nghiệp Hồ Đồng |
| Cửu Nguyên | Tô mộc |
| Cửu Nguyên | A Dát Như Thái |
| Cố Dương | Trấn |
| Cố Dương | Kim Sơn, Tây Đấu Phô, Hạ Thấp Hào, Ngân Hào, Hoài Sóc, Hưng Thuận Tây |
| Thổ Mặc Đặc Hữu | Trấn |
| Thổ Mặc Đặc Hữu | Tát Lạp Tề, Song Long, Mỹ Đại Triệu, Câu Môn, Tương Quân Nghiêu |
| Thổ Mặc Đặc Hữu | Hương |
| Thổ Mặc Đặc Hữu | Hải Tử, Minh Sa Náo, Tô Ba Cái |
| Đạt Nhĩ Hãn - Mậu Minh An | Trấn |
| Đạt Nhĩ Hãn - Mậu Minh An | Mãn Đô Lạp, Hi Lạp Mục Nhân, Bách Linh Miếu, Thạch Bảo, Ô Khắc Hốt Động, Minh An, Ba Âm Hoa |
| Đạt Nhĩ Hãn - Mậu Minh An | Hương |
| Đạt Nhĩ Hãn - Mậu Minh An | Tây Hà, Tiểu Văn Công |
| Đạt Nhĩ Hãn - Mậu Minh An | Tô mộc |
| Đạt Nhĩ Hãn - Mậu Minh An | Đạt Nhĩ Hãn, Tra Cán Cáp Đạt, Ba Âm Ngao Bao |

### Ô Hải
| Thành phố cấp địa khu Ô Hải quản lí trực tiếp 3 đơn vị hành chính cấp huyện, toàn bộ đều là quận. Các quận này được chia thành ??? đơn vị hành chính cấp hương, bao gồm ??? nhai đạo, ??? trấn và ??? hương. |                                                                                 |
| Hải Bột Loan | Nhai đạo                                                                        |
| Hải Bột Loan | Phượng Hoàng Lĩnh, Hải Bắc, Tân Hoa, Tân Hoa Tây, Tân Hà, Lâm Ấm                |
| Hải Bột Loan | Trấn                                                                            |
| Hải Bột Loan | Thiên Lý Sơn                                                                    |
| Hải Nam | Nhai đạo                                                                        |
| Hải Nam | Tăng Trọng, Tây Trác Tử Sơn                                                     |
| Hải Nam | Trấn                                                                            |
| Hải Nam | Công Ô Tố, Lạp Tăng Miếu, Ba Âm Đào Hợi                                         |
| Ô Đạt | Nhai đạo                                                                        |
| Ô Đạt | Tam Đạo Khảm, Ngũ Hổ Sơn, Tân Đạt, Ba Âm Tái, Lương Gia Câu, Tô Hải Đồ, Tân Hải |
| Ô Đạt | Trấn                                                                            |
| Ô Đạt | Ô Lan Náo Nhĩ                                                                   |

### Xích Phong
| Thành phố cấp địa khu Xích Phong quản lí trực tiếp 12 đơn vị hành chính cấp huyện, bao gồm 3 quận, 2 huyện và 7 kỳ. Các đơn vị hành chính cấp huyện này được chia thành ??? đơn vị hành chính cấp hương, bao gồm ??? nhai đạo, ??? trấn và ??? hương. | |
| Hồng Sơn | Nhai đạo |
| Hồng Sơn | Tây Đồn, Tam Trung Nhai, Vĩnh Cự, Đông Thành, Nam Tân Nhai, Trạm Tiền, Thiết Nam, Trường Thanh, Cáp Đạt, Tây Thành, Kiều Bắc                                       |
| Hồng Sơn | Trấn |
| Hồng Sơn | Hồng Miếu Tử, Văn Chung |
| Nguyên Bảo Sơn | Nhai đạo |
| Nguyên Bảo Sơn | Tây Lộ Thiên, Bình Trang Thành Khu, Bình Trang Đông Thành, Bình Trang Tây Thành, Mã Lâm, Vân Sam Lộ                                                                |
| Nguyên Bảo Sơn | Trấn |
| Nguyên Bảo Sơn | Phong Thủy Câu, Nguyên Bảo Sơn, Mỹ Lệ Hà, Bình Trang, Ngũ Gia |
| Nguyên Bảo Sơn | Hương |
| Nguyên Bảo Sơn | Tiểu Ngũ Gia |
| Tùng Sơn | Nhai đạo |
| Tùng Sơn | Chấn Hưng, Hướng Dương, Tùng Châu, Thiết Đông |
| Tùng Sơn | Trấn |
| Tùng Sơn | Mục Gia Doanh Tử, Sơ Đầu Lãng, Đại Miếu, Vương Phủ, Lão Phủ, Cáp Lạp Đạo Khẩu, Thượng Quan Địa, An Khánh, Thái Bình Địa                                            |
| Tùng Sơn | Hương |
| Tùng Sơn | Hạ Ga Điếm, Thành Tử, Đại Phu Doanh Tử, Cương Tử |
| Tùng Sơn | Hương dân tộc |
| Tùng Sơn | Đương Phô Địa |
| Lâm Tây | Trấn |
| Lâm Tây | Lâm Tây, Tân Thành Tử, Tân Lâm, Ngũ Thập Gia Tử, Quan Địa, Đại Tỉnh, Thống Bộ                                                                                      |
| Lâm Tây | Hương |
| Lâm Tây | Đại Doanh Tử, Thập Nhị Thổ |
| Ninh Thành | Trấn |
| Ninh Thành | Thiên Nghĩa, Tiểu Thành Tử, Đại Thành Tử, Bát Lý Hãn, Hắc Lý Hà, Hữu Bắc Bình, Đại Song Miếu, Tịch Tử, Đại Minh, Mang Mông, Ngũ Hóa, Tam Tọa Điếm, Tất Tư Doanh Tử |
| Ninh Thành | Hương |
| Ninh Thành | Nhất Khẳng Trung, Tồn Kim Câu |
| A Lỗ Khoa Nhĩ Thấm | Trấn |
| A Lỗ Khoa Nhĩ Thấm | Thiên Sơn, Thiên Sơn Khẩu, Song Thắng, Khôn Đô, Ba Ngạn Hoa, Thiệu Căn, Trát Dát Tư Đài                                                                            |
| A Lỗ Khoa Nhĩ Thấm | Hương |
| A Lỗ Khoa Nhĩ Thấm | Tân Dân, Tiên Phong, Ô Lan Cáp Đạt |
| A Lỗ Khoa Nhĩ Thấm | Tô mộc |
| A Lỗ Khoa Nhĩ Thấm | Hãn Tô Mộc, Tái Hãn Tháp Lạp, Ba Lạp Kỳ Như Đức, Ba Ngạn Ôn Đô Nhĩ                                                                                                 |
| Ba Lâm Tả | Trấn |
| Ba Lâm Tả | Lâm Đông, Long Xương, Thập Tam Ngao Bao, Bích Lưu Đài, Phú Hà, Bạch Âm Vật Lạp, Cáp Lạp Cáp Đạt                                                                    |
| Ba Lâm Tả | Hương |
| Ba Lâm Tả | Tam Sơn, Hoa Gia Lạp Dát |
| Ba Lâm Tả | Tô mộc |
| Ba Lâm Tả | Tra Cán Cáp Đạt, Ô Lan Đạt Bá |
| Ba Lâm Hữu | Trấn |
| Ba Lâm Hữu | Đại Bản, Tác Bác Nhật Dát, Bảo Nhật Vật Tô, Tra Cán Nặc Nhĩ, Ba Ngạn Hổ Thạc                                                                                       |
| Ba Lâm Hữu | Tô mộc |
| Ba Lâm Hữu | Tây Lạp Mộc Luân, Ba Ngạn Tháp Lạp, Hạnh Phúc Chi Lộ, Tra Cán Mộc Luân                                                                                             |
| Khắc Thập Khắc Đằng | Trấn |
| Khắc Thập Khắc Đằng | Kinh Bằng, Vũ Trụ Địa, Thổ Thành Tử, Đồng Hưng, Vạn Hợp Vĩnh, Chi Thụy, Đạt Lai Nặc Nhật                                                                           |
| Khắc Thập Khắc Đằng | Hương |
| Khắc Thập Khắc Đằng | Tân Khai Địa, Hồng Sơn Tử |
| Khắc Thập Khắc Đằng | Tô mộc |
| Khắc Thập Khắc Đằng | Đạt Nhật Hãn Ô Lạp, Ba Ngạn Tra Cán, Hạo Lai Hô Nhiệt, Ô Lan Bố Thống                                                                                              |
| Ông Ngưu Đặc | Trấn |
| Ông Ngưu Đặc | Ô Đan, Ô Đôn Sáo Hải, Ngũ Phân Địa, Kiều Đầu, Quảng Đức Công, Ngô Đồng Hoa, Hải Lạp Tô, Ức Hợp Công                                                                |
| Ông Ngưu Đặc | Hương |
| Ông Ngưu Đặc | Giải Phóng Doanh Tử, Mao Sơn Đông |
| Ông Ngưu Đặc | Tô mộc |
| Ông Ngưu Đặc | A Thập Hãn, Tân Tô Mạc, Bạch Âm Sáo Hải, Cách Nhật Tăng |
| Khách Lạt Thấm | Trấn |
| Khách Lạt Thấm | Cẩm Sơn, Mỹ Lâm, Vương Gia Phủ, Tiểu Ngưu Quần, Ngưu Gia Doanh Tử, Nãi Lâm, Tây Kiều                                                                               |
| Khách Lạt Thấm | Hương |
| Khách Lạt Thấm | Nam Đài Tử |
| Khách Lạt Thấm | Hương dân tộc |
| Khách Lạt Thấm | Thập Gia |
| Ngao Hán | Trấn |
| Ngao Hán | Tân Huệ, Tứ Gia Tử, Trường Thắng, Bối Tử Phủ, Tứ Đạo Loan Tử, Hạ Oa, Kim Hán Câu Lương, Hưng Long Oa, Hoàng Dương Oa, Cổ Lỗ Bản Hao, Ngưu Cổ Thổ                   |
| Ngao Hán | Hương |
| Ngao Hán | Mộc Đầu Doanh Tử, Phong Thu, Mã Ni Hãn, Tát Lực Ba |
| Ngao Hán | Tô mộc |
| Ngao Hán | Ngao Nhuận Tô Mạc |

### Thông Liêu
| Thành phố cấp địa khu Thông Liêu quản lí 8 đơn vị hành chính cấp huyện, trong đó quản lí trực tiếp 1 quận, 1 huyện, 5 kỳ và quản lí đại thể 1 thành phố cấp huyện. Các đơn vị hành chính cấp huyện này được chia thành ??? đơn vị hành chính cấp hương, bao gồm ??? nhai đạo, ??? trấn và ??? hương. | |
| Khoa Nhĩ Thấm | Nhai đạo |
| Khoa Nhĩ Thấm | Khoa Nhĩ Thấm, Tây Môn, Vĩnh Thanh, Minh Nhân, Thi Giới, Đoàn Kết, Đông Giao, Thiết Lộ, Hồng Tinh, Hoắc Lâm Hà, Kiến Quốc                      |
| Khoa Nhĩ Thấm | Trấn |
| Khoa Nhĩ Thấm | Đại Lâm, Tiền Gia Điếm, Dư Lương Bảo, Mộc Lý Đồ, Phong Điền, Thanh Hà, Dục Tân, Khánh Hòa, Ngao Lực Bố Cao                                     |
| Khoa Nhĩ Thấm | Tô mộc |
| Khoa Nhĩ Thấm | Mạc Lực Miếu |
| Khai Lỗ | Trấn |
| Khai Lỗ | Khai Lỗ, Đại Du Thụ, Hắc Long Bá, Mạch Tân, Nghĩa Hòa Tháp Lạp, Kiến Hoa, Tiểu Nhai Cơ, Đông Phong, Cát Nhật Dát Lang Thổ, Đông Lai            |
| Khoa Nhĩ Thấm Tả Dực Trung | Trấn |
| Khoa Nhĩ Thấm Tả Dực Trung | Bảo Khang, Bảo Long Sơn, Xá Bá Thổ, Ba Ngạn Tháp Lạp, Môn Đạt, Giá Mã Thổ, Yêu Lâm Mao Đô, Hi Bá Hoa, Hoa Thổ Cổ Lạp, Đại Lực Cát, Nỗ Nhật Mộc |
| Khoa Nhĩ Thấm Tả Dực Trung | Hương |
| Khoa Nhĩ Thấm Tả Dực Trung | Thắng Lợi |
| Khoa Nhĩ Thấm Tả Dực Trung | Tô mộc |
| Khoa Nhĩ Thấm Tả Dực Trung | Hoa Đồ Thạc, Hiệp Đại, Bạch Hưng Thổ, Đồ Bố Tín, Ngao Bao                                                                                      |
| Khoa Nhĩ Thấm Tả Dực Hậu | Trấn |
| Khoa Nhĩ Thấm Tả Dực Hậu | Cam Kỳ Tạp, Cát Nhĩ Dát Lãng, Kim Bảo Truân, Thường Thắng, Tra Nhật Tô, Song Thắng, A Cổ Lạp, Triêu Lỗ Thổ, Nỗ Cổ Tư Đài, Hải Lỗ Thổ           |
| Khoa Nhĩ Thấm Tả Dực Hậu | Tô mộc |
| Khoa Nhĩ Thấm Tả Dực Hậu | A Đô Thấm, Mậu Đạo Thổ, Ba Hồ Tháp, Tán Đô, Ba Ngạn Mao Đô                                                                                     |
| Khố Luân | Trấn |
| Khố Luân | Khố Luân, Khấu Hà Tử, Bạch Âm Hoa, Lục Gia Tử, Ngạch Lặc Thuận                                                                                 |
| Khố Luân | Hương |
| Khố Luân | Thủy Tuyền |
| Khố Luân | Tô mộc |
| Khố Luân | Mang Hãn, Tiên Tiến |
| Nại Mạn | Trấn |
| Nại Mạn | Đại Thấm Tha Lạp, Bát Tiên Động, Thanh Long Sơn, Tân, Trị An, Đông Minh, Sa Nhật Hạo Lai, Nghĩa Long Vĩnh                                      |
| Nại Mạn | Hương |
| Nại Mạn | Thổ Thành Tử, Vi Liên Tô |
| Nại Mạn | Tô mộc |
| Nại Mạn | Cố Nhật Ban Hoa, Bạch Âm Tha Lạp, Minh Nhân, Hoàng Hoa Tháp Lạp                                                                                |
| Trát Lỗ Đặc | Trấn |
| Trát Lỗ Đặc | Lỗ Bắc, Hoàng Hoa Sơn, Dát Hợi Đồ, Cự Nhật Hợp, Ba Nhã Nhĩ Thổ Hồ Thạc, Hương Sơn, A Nhật Côn Đô Lăng                                          |
| Trát Lỗ Đặc | Tô mộc |
| Trát Lỗ Đặc | Ba Ngạn Tháp Lạp, Ô Lực Cát Mộc Nhân, Đạo Lão Đỗ, Cách Nhật Triêu Lỗ, Tiền Đức Môn, Ô Lan Cáp Đạt, Tra Bố Dát Đồ, Ô Ngạch Cách Kỳ              |
| Hoắc Lâm Quách Lặc | Trấn |
| Hoắc Lâm Quách Lặc | Châu Tư Hoa, Mạc Tư Đài, Bảo Nhật Hô Cát Nhĩ, Sa Nhĩ Hô Nhiệt                                                                                  |
| Hoắc Lâm Quách Lặc | Tô mộc |
| Hoắc Lâm Quách Lặc | Đạt Lai Hồ Thạc |

### Ngạc Nhĩ Đa Tư (Ordos)
| Thành phố cấp địa khu Ordos (Ngạc Nhĩ Đa Tư) quản lí trực tiếp 9 đơn vị hành chính cấp huyện, bao gồm 2 quận và 7 kỳ. Các đơn vị hành chính cấp huyện này được chia thành 72 đơn vị hành chính cấp hương, bao gồm 21 nhai đạo, 43 trấn, 2 hương và 6 tô mộc. | |
| Đông Thắng | Nhai đạo |
| Đông Thắng | Giao Thông, Công Viên, Lâm Ấm, Kiến Thiết, Phú Hưng, Thiên Kiêu, Ha Ngạch Luân, Ba Âm Môn Khắc, Hạnh Phúc, Phưởng Chức, Hưng Thắng, Dân Tộc |
| Đông Thắng | Trấn |
| Đông Thắng | Bạc Nhĩ Giang Hải Tử, Hãn Đài, Đồng Xuyên                                                                                                   |
| Khang Ba Thập | Nhai đạo |
| Khang Ba Thập | Cáp Ba Cách Hi, Thanh Xuân Sơn, Tân Hà, Khang Tân                                                                                           |
| Đạt Lạp Đặc | Nhai đạo |
| Đạt Lạp Đặc | Công Nghiệp, Chiêu Quân, Tích Ni, Bạch Tháp, Tây Viên, Bình Nguyên                                                                          |
| Đạt Lạp Đặc | Trấn |
| Đạt Lạp Đặc | Thụ Lâm Triệu, Cát Cách Tư Thái, Bạch Nê Tỉnh, Vương Ái Triệu, Chiêu Quân, Ân Cách Bối, Trung Hòa Tây, Phong Thủy Lương                     |
| Đạt Lạp Đặc | Tô mộc |
| Đạt Lạp Đặc | Triển Đán Triệu |
| Chuẩn Cách Nhĩ | Nhai đạo |
| Chuẩn Cách Nhĩ | Hưng Long, Nghênh Trạch, Lam Thiên, Hữu Nghị                                                                                                |
| Chuẩn Cách Nhĩ | Trấn |
| Chuẩn Cách Nhĩ | Tiết Gia Loan, Sa Khất Đổ, Đại Lộ, Nạp Nhật Tùng, Long Khẩu, Chuẩn Cách Nhĩ Triệu, Ngụy Gia Mão                                             |
| Chuẩn Cách Nhĩ | Hương |
| Chuẩn Cách Nhĩ | Noãn Thủy, Thập Nhị Liên Thành |
| Chuẩn Cách Nhĩ | Tô mộc |
| Chuẩn Cách Nhĩ | Bố Nhĩ Đào Hợi |
| Ngạc Thác Khắc Tiền | Trấn |
| Ngạc Thác Khắc Tiền | Ngao Lặc Triệu Kỳ, Thượng Hải Miếu, Thành Xuyên, Ngang Tố                                                                                   |
| Ngạc Thác Khắc | Trấn |
| Ngạc Thác Khắc | Ô Lan, Kỳ Bàn Tỉnh, Mông Tây, Mộc Khải Náo Nhĩ                                                                                              |
| Ngạc Thác Khắc | Tô mộc |
| Ngạc Thác Khắc | Tô Mễ Đồ, A Nhĩ Ba Tư |
| Hàng Cẩm | Trấn |
| Hàng Cẩm | Tích Ni, Ba Lạp Cống, Cát Nhật Dát Lãng Đồ, Độc Quý Tháp Lạp, Hô Hòa Mộc Độc                                                                |
| Hàng Cẩm | Tô mộc |
| Hàng Cẩm | Y Hòa Ô Tố |
| Ô Thẩm | Trấn |
| Ô Thẩm | Dát Lỗ Đồ, Ô Thẩm Triệu, Đồ Khắc, Ô Lan Đào Lặc Cái, Vô Định Hà                                                                             |
| Ô Thẩm | Tô mộc |
| Ô Thẩm | Tô Lực Đức |
| Y Kim Hoắc Lạc | Trấn |
| Y Kim Hoắc Lạc | A Lặc Đằng Tịch Nhiệt, Trát Tát Khắc, Ô Lan Mộc Truân, Nạp Lâm Đào Hợi, Tô Bố Nhĩ Dát, Hồng Khánh Hà, Y Kim Hoắc Lạc                        |

### Hô Luân Bối Nhĩ (Hulunbuir)
| Thành phố cấp địa khu Hulunbuir (Hô Luân Bối Nhĩ) quản lí 14 đơn vị hành chính cấp huyện, trong đó quản lí trực tiếp 2 quận, 4 kỳ, 3 kỳ tự trị và quản lí đại thể 5 thành phố cấp huyện. Các đơn vị hành chính cấp huyện này được chia thành 142 đơn vị hành chính cấp hương, bao gồm 36 nhai đạo, 68 trấn, 6 hương, 13 hương dân tộc, 18 tô mộc và 1 tô mộc dân tộc. | |
| Hải Lạp Nhĩ | Nhai đạo |
| Hải Lạp Nhĩ | Chính Dương, Kiện Khang, Kháo Sơn, Thắng Lợi, Hô Luân, Kiến Thiết, Đông Sơn                                                                      |
| Hải Lạp Nhĩ | Trấn |
| Hải Lạp Nhĩ | Cáp Khắc, Phấn Đấu |
| Trát Nãi Nặc Nhĩ | Nhai đạo |
| Trát Nãi Nặc Nhĩ | Đệ Tam, Đệ Nhất, Đệ Nhị, Đệ Tứ, Đệ Ngũ |
| Trát Nãi Nặc Nhĩ | Trấn |
| Trát Nãi Nặc Nhĩ | Linh Tuyền |
| A Vinh | Trấn |
| A Vinh | Na Cát, Lục Hợp, Á Đông, Hoắc Nhĩ Kỳ, Hướng Dương Dục, Tam Xóa Hà, Phục Hưng, Hưng An                                                            |
| A Vinh | Hương dân tộc |
| A Vinh | Đắc Lực Kỳ Nhĩ, Tra Ba Kỳ, Âm Hà, Tân Phát |
| Trần Ba Nhĩ Hổ | Trấn |
| Trần Ba Nhĩ Hổ | Ba Ngạn Khố Nhân, Bảo Nhật Hi Lặc, Hô Hòa Nặc Nhĩ                                                                                                |
| Trần Ba Nhĩ Hổ | Tô mộc |
| Trần Ba Nhĩ Hổ | Tây Ô Châu Nhĩ, Đông Ô Châu Nhĩ, Ba Ngạn Cáp Đạt                                                                                                 |
| Trần Ba Nhĩ Hổ | Tô mộc dân tộc |
| Trần Ba Nhĩ Hổ | Ngạc Ôn Khắc |
| Tân Ba Nhĩ Hổ Tả | Trấn |
| Tân Ba Nhĩ Hổ Tả | Tha Cương, A Mộc Cổ Lang |
| Tân Ba Nhĩ Hổ Tả | Tô mộc |
| Tân Ba Nhĩ Hổ Tả | Tân Bảo Lực Cách, Ô Bố Nhĩ Bảo Lực Cách, Hãn Đạt Cái, Cát Bố Hồ Lang Đồ, Cam Châu Nhĩ                                                            |
| Tân Ba Nhĩ Hổ Hữu | Trấn |
| Tân Ba Nhĩ Hổ Hữu | A Lạp Thản Ngạch Mạc Lặc, A Nhật Cáp Sa Đặc, Hô Luân                                                                                             |
| Tân Ba Nhĩ Hổ Hữu | Tô mộc |
| Tân Ba Nhĩ Hổ Hữu | Bối Nhĩ, Khắc Nhĩ Luân, Đạt Lãi, Bảo Cách Đức Ô Lạp                                                                                              |
| Mạc Lực Đạt Ngõa | Trấn |
| Mạc Lực Đạt Ngõa | Ni Nhĩ Cơ, Bảo Sơn, Cáp Đạt Dương, A Nhĩ Lạp, Hán Cổ Nhĩ Hà, Tây Ngõa Nhĩ Đồ, Đằng Khắc, Khuê Lặc Hà, Tháp Ôn Ngao Bảo, Đăng Đặc Khoa, Hồng Ngạn |
| Mạc Lực Đạt Ngõa | Hương |
| Mạc Lực Đạt Ngõa | Khố Như Kỳ, Ngạch Nhĩ Hòa |
| Mạc Lực Đạt Ngõa | Hương dân tộc |
| Mạc Lực Đạt Ngõa | Đỗ Lạp Nhĩ, Ba Ngạn |
| Ngạc Luân Xuân | Trấn |
| Ngạc Luân Xuân | A Lý Hà, Đại Dương Thụ, Cam Hà, Cát Văn, Nặc Mẫn, Ô Lỗ Bố Thiết, Nghi Lý, Khắc Nhất Hà                                                           |
| Ngạc Luân Xuân | Hương |
| Ngạc Luân Xuân | Cổ Lý, Thác Trát Mẫn |
| Ngạc Ôn Khắc | Trấn |
| Ngạc Ôn Khắc | Ba Ngạn Thác Hải, Đại Nhạn, Y Mẫn Hà, Hồng Hoa Nhĩ Cơ                                                                                            |
| Ngạc Ôn Khắc | Hương dân tộc |
| Ngạc Ôn Khắc | Ba Ngạn Tháp Lạp |
| Ngạc Ôn Khắc | Tô mộc |
| Ngạc Ôn Khắc | Ba Ngạn Tha Cương, Tích Ni Hà Tây, Tích Ni Hà Đông, Y Mẫn, Huy                                                                                   |
| Mãn Châu Lý | Nhai đạo |
| Mãn Châu Lý | Đông Sơn, Đạo Nam, Đạo Bắc, Hưng Hoa, Ngao Nhĩ Kim                                                                                               |
| Mãn Châu Lý | Trấn |
| Mãn Châu Lý | Tân Khai Hà |
| Nha Khắc Thạch | Nhai đạo |
| Nha Khắc Thạch | Thắng Lợi, Hồng Kỳ, Tân Công, Vĩnh Hưng, Kiến Thiết, Noãn Tuyền                                                                                  |
| Nha Khắc Thạch | Trấn |
| Nha Khắc Thạch | Miễn Độ Hà, Bác Khắc Đồ, Xước Hà Nguyên, Ô Nhĩ Kỳ Hán, Khố Đô Nhĩ, Đồ Lý Hà, Ô Nô Nhĩ, Tháp Nhĩ Khí, Y Đồ Lý Hà, Mục Nguyên                      |
| Trát Lan Đồn | Nhai đạo |
| Trát Lan Đồn | Hưng Hoa, Chính Dương, Phồn Vinh, Hướng Dương, Cao Đài Tử, Thiết Đông, Hà Tây                                                                    |
| Trát Lan Đồn | Trấn |
| Trát Lan Đồn | Ma Cô Khí, Ngọa Ngưu Hà, Thành Cát Tư Hãn, Đại Hà Loan, Hạo Nhiêu Sơn, Sài Hà, Trung Hòa, Cáp Đa Hà                                              |
| Trát Lan Đồn | Hương |
| Trát Lan Đồn | Oa Đê |
| Trát Lan Đồn | Hương dân tộc |
| Trát Lan Đồn | Đạt Oát Nhĩ, Ngạc Luân Xuân, Tát Mã Nhai |
| Ngạch Nhĩ Cổ Nạp | Nhai đạo |
| Ngạch Nhĩ Cổ Nạp | Lạp Bố Đại Lâm, Thượng Khố Lực |
| Ngạch Nhĩ Cổ Nạp | Trấn |
| Ngạch Nhĩ Cổ Nạp | Hắc Sơn Đầu, Mạc Nhĩ Đạo Dát, Ân Hòa Cáp Đạt |
| Ngạch Nhĩ Cổ Nạp | Hương |
| Ngạch Nhĩ Cổ Nạp | Kỳ Càn |
| Ngạch Nhĩ Cổ Nạp | Hương dân tộc |
| Ngạch Nhĩ Cổ Nạp | Tam Hà, Ân Hòa |
| Ngạch Nhĩ Cổ Nạp | Tô mộc |
| Ngạch Nhĩ Cổ Nạp | Mông Ngột Thất Vi |
| Căn Hà | Nhai đạo |
| Căn Hà | Hà Đông, Hà Tây, Sâm Công, Hảo Lý Bảo |
| Căn Hà | Trấn |
| Căn Hà | Kim Hà, A Long Sơn, Mãn Quy, Đắc Nhĩ Bố Nhĩ |
| Căn Hà | Hương dân tộc |
| Căn Hà | Ngao Lỗ Cổ Nhã |

### Ba Ngạn Náo Nhĩ (Bayan Nur)
| Thành phố cấp địa khu Bayan Nur (Ba Ngạn Náo Nhĩ) quản lí trực tiếp 7 đơn vị hành chính cấp huyện, bao gồm 1 quận, 2 huyện và 4 kỳ. Các đơn vị hành chính cấp huyện này được chia thành 70 đơn vị hành chính cấp hương, bao gồm 11 nhai đạo, 46 trấn, 3 hương và 10 tô mộc. | |
| Lâm Hà | Nhai đạo |
| Lâm Hà | Đoàn Kết, Xa Trạm, Tiên Phong, Giải Phóng, Tân Hoa, Đông Hoàn Lộ, Thiết Nam, Tây Hoàn Lộ, Bắc Hoàn, Kim Xuyên, Hối Phong |
| Lâm Hà | Trấn |
| Lâm Hà | Lang Sơn, Tân Hoa, Cán Triệu Miếu, Ô Lan Đồ Khắc, Song Hà, Thành Quan, Bạch Não Bao                                      |
| Lâm Hà | Hương |
| Lâm Hà | Thự Quang, Bát Nhất |
| Ngũ Nguyên | Trấn |
| Ngũ Nguyên | Long Hưng Xương, Tháp Nhĩ Hồ, Ba Ngạn Sáo Hải, Tân Công Trung, Thiên Cát Thái, Thắng Phong, Ngân Định Đồ, Phục Hưng      |
| Ngũ Nguyên | Hương |
| Ngũ Nguyên | Hòa Thắng |
| Đặng Khẩu | Trấn |
| Đặng Khẩu | Ba Ngạn Cao Lặc, Long Thịnh Hợp, Độ Khẩu, Bổ Long Náo                                                                    |
| Đặng Khẩu | Tô mộc |
| Đặng Khẩu | Sa Kim Sáo Hải |
| Ô Lạp Đặc Tiền | Trấn |
| Ô Lạp Đặc Tiền | Ô Lạp Sơn, Bạch Ngạn Hoa, Tiên Phong, Tân An, Tây Tiểu Triệu, Đại Xà Thái, Minh An, Tiểu Xà Thái, Tô Độc Lôn             |
| Ô Lạp Đặc Tiền | Tô mộc |
| Ô Lạp Đặc Tiền | Ngạch Nhĩ Đăng Bố Lạp Cách, Sa Đức Cách                                                                                  |
| Ô Lạp Đặc Trung | Trấn |
| Ô Lạp Đặc Trung | Hải Lưu Đồ, Ô Gia Hà, Đức Lĩnh Sơn, Thạch Cáp Hà, Cam Kỳ Mao Đô, Ôn Canh                                                 |
| Ô Lạp Đặc Trung | Tô mộc |
| Ô Lạp Đặc Trung | Hô Lặc Tư Thái, Xuyên Tỉnh, Ba Âm Ô Lan, Tân Hốt Nhiệt                                                                   |
| Ô Lạp Đặc Hậu | Trấn |
| Ô Lạp Đặc Hậu | Ba Âm Bảo Lực Cách, Hô Hòa Ôn Đô Nhĩ, Triều Cách Ôn Đô Nhĩ                                                               |
| Ô Lạp Đặc Hậu | Tô mộc |
| Ô Lạp Đặc Hậu | Hoạch Các Kỳ, Ba Âm Tiền Đạt Môn, Ô Cái                                                                                  |
| Hàng Cẩm Hậu | Trấn |
| Hàng Cẩm Hậu | Thiểm Bá, Đầu Đạo Kiều, Nhị Đạo Kiều, Tam Đạo Kiều, Man Hội, Đoàn Kết, Song Miếu, Sa Hải, Mông Hải                       |

### Ô Lan Sát Bố (Ulanqab)
| Thành phố cấp địa khu Ulanqab (Ô Lan Sát Bố) quản lí 11 đơn vị hành chính cấp huyện, trong đó quản lí trực tiếp 1 quận, 5 huyện, 4 kỳ và quản lí đại thể 1 thành phố cấp huyện. Các đơn vị hành chính cấp huyện này được chia thành 105 đơn vị hành chính cấp hương, bao gồm 13 nhai đạo, 51 trấn, 31 hương, 9 tô mộc và 1 hương dân tộc. |                                                                                              |
| Tập Ninh | Nhai đạo                                                                                     |
| Tập Ninh | Tân Thể Lộ, Kiều Đông, Tiền Tiến Lộ, Thường Thanh, Hổ Sơn, Kiều Tây, Tân Hoa Nhai, Tuyền Sơn |
| Tập Ninh | Trấn                                                                                         |
| Tập Ninh | Bạch Hải Tử                                                                                  |
| Tập Ninh | Hương                                                                                        |
| Tập Ninh | Mã Liên Cừ                                                                                   |
| Trác Tư | Trấn                                                                                         |
| Trác Tư | Trác Tư Sơn, Kỳ Hạ Doanh, Thập Bát Đài, Ba Âm Tích Lặc, Lê Hoa                               |
| Trác Tư | Hương                                                                                        |
| Trác Tư | Đại Du Thụ, Hồng Triệu, Phục Hưng                                                            |
| Hóa Đức | Trấn                                                                                         |
| Hóa Đức | Trường Thuận, Triêu Dương, Thất Hào                                                          |
| Hóa Đức | Hương                                                                                        |
| Hóa Đức | Đức Bao Đồ, Công Tịch Hồ Động, Bạch Âm Đặc Lạp                                               |
| Thương Đô | Trấn                                                                                         |
| Thương Đô | Thất Đài, Thập Bát Khoảnh, Đại Hắc Sa Thổ, Tây Tỉnh Tử, Truân Khẩn Đội, Tiểu Hải Tử          |
| Thương Đô | Hương                                                                                        |
| Thương Đô | Đại Khố Luân, Mão Đô, Pha Ly Hốt Kính, Tam Đại Khoảnh                                        |
| Hưng Hòa | Trấn                                                                                         |
| Hưng Hòa | Thành Quan, Trương Cao, Tái Ô Tố, Ngạc Nhĩ Đống, Điếm Tử                                     |
| Hưng Hòa | Hương                                                                                        |
| Hưng Hòa | Đại Khố Liên, Dân Tộc Đoàn Kết, Đại Đồng Yêu, Ngũ Cổ Tuyền                                   |
| Lương Thành | Trấn                                                                                         |
| Lương Thành | Hồng Mao, Lục Tô Mộc, Mạch Hồ Đồ, Vĩnh Hưng, Man Hán, Đại Hải                                |
| Lương Thành | Hương                                                                                        |
| Lương Thành | Thiên Thành                                                                                  |
| Lương Thành | Hương dân tộc                                                                                |
| Lương Thành | Tào Niễn                                                                                     |
| Sát Cáp Nhĩ Hữu Dực Tiền | Trấn                                                                                         |
| Sát Cáp Nhĩ Hữu Dực Tiền | Thổ Quý Ô Lạp, Bình Địa Tuyền, Mân Côi Doanh, Ba Âm Tháp Lạp, Hoàng Kỳ Hải                   |
| Sát Cáp Nhĩ Hữu Dực Tiền | Hương                                                                                        |
| Sát Cáp Nhĩ Hữu Dực Tiền | Ô Lạp Cáp Ô Lạp, Hoàng Mậu Doanh, Tam Xóa Khẩu, Lão Quyển Câu                                |
| Sát Cáp Nhĩ Hữu Dực Trung | Trấn                                                                                         |
| Sát Cáp Nhĩ Hữu Dực Trung | Khoa Bố Nhĩ, Thiết Sa Cái, Hoàng Dương Thành, Quảng Ích Long, Ô Tố Đồ                        |
| Sát Cáp Nhĩ Hữu Dực Trung | Hương                                                                                        |
| Sát Cáp Nhĩ Hữu Dực Trung | Đại Than, Hoành Bàn, Ba Âm, Thổ Thành Tử                                                     |
| Sát Cáp Nhĩ Hữu Dực Trung | Tô mộc                                                                                       |
| Sát Cáp Nhĩ Hữu Dực Trung | Khố Luân, Ô Lan Cáp Hiệt                                                                     |
| Sát Cáp Nhĩ Hữu Dực Hậu | Trấn                                                                                         |
| Sát Cáp Nhĩ Hữu Dực Hậu | Bạch Âm Sát Cán, Thổ Mục Nhĩ Đài, Hồng Cách Nhĩ Đồ, Bí Hồng, Đại Lục Hào                     |
| Sát Cáp Nhĩ Hữu Dực Hậu | Hương                                                                                        |
| Sát Cáp Nhĩ Hữu Dực Hậu | Tích Lặc                                                                                     |
| Sát Cáp Nhĩ Hữu Dực Hậu | Tô mộc                                                                                       |
| Sát Cáp Nhĩ Hữu Dực Hậu | Đương Lang Hốt Động, Ô Lan Cáp Đạt                                                           |
| Tứ Tử Vương | Trấn                                                                                         |
| Tứ Tử Vương | Ô Lan Hoa, Cát Sinh Thái, Khố Luân Đồ, Cung Tế Đường, Bạch Âm Triêu Khắc Đồ                  |
| Tứ Tử Vương | Hương                                                                                        |
| Tứ Tử Vương | Đông Bát Hào, Hốt Kê Đồ, Đại Hắc Hà                                                          |
| Tứ Tử Vương | Tô mộc                                                                                       |
| Tứ Tử Vương | Hồng Cách Nhĩ, Giang Ngạn, Tra Cán Bổ Lực Cách, Não Mộc Canh, Ba Âm Ngao Bao                 |
| Phong Trấn | Nhai đạo                                                                                     |
| Phong Trấn | Tân Thành Khu, Cựu Thành Khu, Bắc Thành Khu, Công Nghiệp Khu, Nam Thành Khu                  |
| Phong Trấn | Trấn                                                                                         |
| Phong Trấn | Long Thịnh Trang, Hắc Thổ Đài, Hồng Sa Bá, Cự Bảo Trang, Tam Nghĩa Tuyền                     |
| Phong Trấn | Hương                                                                                        |
| Phong Trấn | Hồn Nguyên Diêu, Nguyên Sơn Tử, Quan Đồn Bảo                                                 |

### Hưng An
| Minh Hưng An quản lí trực tiếp 6 đơn vị hành chính cấp huyện, bao gồm 2 thành phố cấp huyện, 1 huyện và 3 kỳ. Các đơn vị hành chính cấp huyện này được chia thành 69 đơn vị hành chính cấp hương, bao gồm 13 nhai đạo, 37 trấn, 6 hương, 12 tô mộc và 1 hương dân tộc. | |
| Ô Lan Hạo Đặc | Nhai đạo |
| Ô Lan Hạo Đặc | Ái Quốc, Hòa Bình, Hưng An, Thắng Lợi, Thiết Tây, Đô Lâm, Ngũ Nhất, Thành Giao, Tân Thành                            |
| Ô Lan Hạo Đặc | Trấn |
| Ô Lan Hạo Đặc | Ô Lan Cáp Đạt, Cát Căn Miếu, Thái Bản Trạm, Nghĩa Lặc Lực Đặc                                                        |
| A Nhĩ Sơn | Nhai đạo |
| A Nhĩ Sơn | Lâm Hải, Tân Thành, Ôn Tuyền, Y Nhĩ Thi                                                                              |
| A Nhĩ Sơn | Trấn |
| A Nhĩ Sơn | Thiên Trì, Bạch Lang, Ngũ Xóa Câu, Minh Thủy Hà                                                                      |
| Đột Tuyền | Trấn |
| Đột Tuyền | Đột Tuyền, Lục Hộ, Đông Đỗ Nhĩ Cơ, Vĩnh An, Thủy Tuyền, Bảo Thạch                                                    |
| Đột Tuyền | Hương |
| Đột Tuyền | Học Điền, Cửu Long, Thái Bình                                                                                        |
| Khoa Nhĩ Thấm Hữu Dực Tiền | Trấn |
| Khoa Nhĩ Thấm Hữu Dực Tiền | Khoa Nhĩ Thấm, Tác Luân, Đức Bá Tư, Đại Thạch Trại, Quy Lưu Hà, Cư Lực Ngận, Sát Nhĩ Sâm, Ngạch Nhĩ Cách Đồ, Nga Thể |
| Khoa Nhĩ Thấm Hữu Dực Tiền | Hương |
| Khoa Nhĩ Thấm Hữu Dực Tiền | Ba Nhật Dát Tư Đài                                                                                                   |
| Khoa Nhĩ Thấm Hữu Dực Tiền | Hương dân tộc |
| Khoa Nhĩ Thấm Hữu Dực Tiền | Mãn Tộc Đồn |
| Khoa Nhĩ Thấm Hữu Dực Tiền | Tô mộc |
| Khoa Nhĩ Thấm Hữu Dực Tiền | Ô Lan Mao Đô, A Lực Đắc Nhĩ, Đào Hợp Mộc                                                                             |
| Khoa Nhĩ Thấm Hữu Dực Trung | Trấn |
| Khoa Nhĩ Thấm Hữu Dực Trung | Ba Ngạn Hô Thư, Ba Nhân Thiết Lý Mộc, Thổ Liệt Mao Đỗ, Đỗ Nhĩ Cơ, Cao Lực Bản, Hảo Yêu Tô Mộc                        |
| Khoa Nhĩ Thấm Hữu Dực Trung | Tô mộc |
| Khoa Nhĩ Thấm Hữu Dực Trung | Đại Khâm Tháp Lạp, Tân Giai Mộc, Cáp Nhật Nặc Nhĩ, Ngạch Mộc Đình Cao Lặc, Ba Ngạn Mang Cáp, Ba Ngạn Náo Nhĩ         |
| Trát Lãi Đặc | Trấn |
| Trát Lãi Đặc | Âm Đức Nhĩ, Tân Lâm, Ba Ngạn Cao Lặc, Hồ Nhĩ Lặc, A Nhĩ Bản Cách Lặc, Ba Đạt Nhĩ Hồ, Đồ Mục Cát, Hảo Lực Bảo         |
| Trát Lãi Đặc | Hương |
| Trát Lãi Đặc | Ba Ngạn Trát Lạp Dát, Nỗ Văn Mộc Nhân                                                                                |
| Trát Lãi Đặc | Tô mộc |
| Trát Lãi Đặc | Ba Ngạn Ô Lan, Bảo Lực Căn Hoa, A Lạp Đạt Nhĩ Thổ                                                                    |

### Tích Lâm Quách Lặc (Xilin Gol)
| Minh Xilin Gol (Tích Lâm Quách Lặc) quản lí trực tiếp 12 đơn vị hành chính cấp huyện, bao gồm 2 thành phố cấp huyện, 1 huyện và 9 kỳ. Các đơn vị hành chính cấp huyện này được chia thành 81 đơn vị hành chính cấp hương, bao gồm 11 nhai đạo, 35 trấn, 3 hương và 32 tô mộc. | |
| Nhị Liên Hạo Đặc | Nhai đạo |
| Nhị Liên Hạo Đặc | Ô Lan, Tích Lâm, Đông Thành                                                                                    |
| Nhị Liên Hạo Đặc | Tô mộc |
| Nhị Liên Hạo Đặc | Cách Nhật Lặc Ngao Đô                                                                                          |
| Tích Lâm Hạo Đặc | Nhai đạo |
| Tích Lâm Hạo Đặc | Hi Nhật Tháp Lạp, Bảo Lực Căn, Hàng Cái, Sở Cổ Lan, Ngạch Nhĩ Đôn, Nam Giao, Ba Ngạn Tra Cán, Ba Ngạn Tích Lặc |
| Tích Lâm Hạo Đặc | Trấn |
| Tích Lâm Hạo Đặc | A Nhĩ Thiện Bảo Lạp Cách                                                                                       |
| Tích Lâm Hạo Đặc | Tô mộc |
| Tích Lâm Hạo Đặc | Bảo Lực Căn, Triêu Khắc Ô Lạp, Ba Ngạn Bảo Lạp Cách                                                            |
| Đa Luân | Trấn |
| Đa Luân | Đại Bắc Câu, Đa Luân Nặc Nhĩ, Loan Nguyên                                                                      |
| Đa Luân | Hương |
| Đa Luân | Thái Mộc Sơn, Tây Cán Câu                                                                                      |
| A Ba Ca | Trấn |
| A Ba Ca | Biệt Lực Cổ Đài, Hồng Cách Nhĩ Cao Lặc, Tra Cán Náo Nhĩ                                                        |
| A Ba Ca | Tô mộc |
| A Ba Ca | Na Nhân Bảo Lạp Cách, Y Hòa Cao Lặc, Cát Nhĩ Dát Lang Đồ, Ba Ngạn Đồ Dát                                       |
| Tô Ni Đặc Tả | Trấn |
| Tô Ni Đặc Tả | Mãn Đô Lạp Đồ, Tra Cán Ngao Bao, Ba Ngạn Náo Nhĩ                                                               |
| Tô Ni Đặc Tả | Tô mộc |
| Tô Ni Đặc Tả | Ba Ngạn Ô Lạp, Tái Hãn Cao Tất, Hồng Cách Nhĩ, Đạt Lai                                                         |
| Tô Ni Đặc Hữu | Trấn |
| Tô Ni Đặc Hữu | Tái Hán Tháp Lạp, Chu Nhật Hòa, Ô Nhật Căn Tháp Lạp                                                            |
| Tô Ni Đặc Hữu | Tô mộc |
| Tô Ni Đặc Hữu | Tang Bảo Lạp Cách, Ngạch Nhân Náo Nhĩ, Tái Hãn Ô Lực Cát, A Kỳ Đồ Ô Lạp                                        |
| Đông Ô Châu Mục Thấm | Trấn |
| Đông Ô Châu Mục Thấm | Ô Lý Nhã Tư Thái, Đạo Đặc Náo Nhĩ, Dát Đạt Bố Kỳ, Mãn Đô Hồ Bảo Lạp Cách, Ngạch Cát Náo Nhĩ                    |
| Đông Ô Châu Mục Thấm | Tô mộc |
| Đông Ô Châu Mục Thấm | Hô Nhiệt Đồ Náo Nhĩ, Tát Mạch, Dát Hải Nhạc, A Lạp Thản Hợp Lực                                                |
| Tây Ô Châu Mục Thấm | Trấn |
| Tây Ô Châu Mục Thấm | Ba Lạp Dát Nhĩ Cao Lặc, Ba Ngạn Hoa, Cát Nhân Cao Lặc, Hạo Lặc Đồ Cao Lặc, Cao Nhật Hãn                        |
| Tây Ô Châu Mục Thấm | Tô mộc |
| Tây Ô Châu Mục Thấm | Ba Ngạn Hồ Thư, Ô Lan Cáp Lạp Dát                                                                              |
| Thái Bộc Tự | Trấn |
| Thái Bộc Tự | Bảo Xương, Thiên Cân Câu, Hồng Kỳ, Lạc Đà Sơn, Vĩnh Phong                                                      |
| Thái Bộc Tự | Hương |
| Thái Bộc Tự | Hạnh Phúc |
| Thái Bộc Tự | Tô mộc |
| Thái Bộc Tự | Cống Bảo Lạp Cách                                                                                              |
| Tương Hoàng | Trấn |
| Tương Hoàng | Tân Bảo Lạp Cách, Ba Ngạn Tháp Lạp                                                                             |
| Tương Hoàng | Tô mộc |
| Tương Hoàng | Ông Cống Ô Lạp, Bảo Cách Đạt Âm Cao Lặc                                                                        |
| Chính Tương Bạch | Trấn |
| Chính Tương Bạch | Minh An Đồ, Tinh Diệu                                                                                          |
| Chính Tương Bạch | Tô mộc |
| Chính Tương Bạch | Y Hòa Náo Nhĩ, Ô Lan Tra Bố, Bảo Lạp Căn Đào Hải                                                               |
| Chính Lam | Trấn |
| Chính Lam | Thượng Đô, Tang Căn Đạt Lai, Cáp Tất Nhật Dát                                                                  |
| Chính Lam | Tô mộc |
| Chính Lam | Bảo Thiệu Đại, Na Nhật Đồ, Tái Âm Hô Đô Dát, Trát Cách Tư Đài                                                  |

### A Lạp Thiện (Alxa)
| Minh Alxa (A Lạp Thiện) quản lí trực tiếp 3 đơn vị hành chính cấp huyện, toàn bộ đều là các kỳ. Các kỳ này được chia thành 32 đơn vị hành chính cấp hương, bao gồm 2 nhai đạo, 14 trấn và 16 tô mộc. | |
| A Lạp Thiện Tả | Trấn |
| A Lạp Thiện Tả | Ôn Đô Nhĩ Lặc Đồ, Ba Nhuận Biệt Lập, Ba Ngạn Hạo Đặc, Gia Nhĩ Dát Lặc Tái Hán, Cát Lan Thái, Tông Biệt Lập, Ngao Luân Bố Lạp Cách, Đằng Cách Lý Ngạch Lý Tư |
| A Lạp Thiện Tả | Tô mộc |
| A Lạp Thiện Tả | Ba Ngạn Mộc Nhân, Ô Lực Cát, Ba Ngạn Nặc Nhật Công, Ngạch Nhĩ Khắc Cáp Thập Cáp, Ngân Căn, Siêu Cách Đồ Hô Nhiệt                                            |
| A Lạp Thiện Hữu | Trấn |
| A Lạp Thiện Hữu | Ba Đan Cát Lâm, Nhã Bố Lại, A Lạp Đằng Ngao Bao |
| A Lạp Thiện Hữu | Tô mộc |
| A Lạp Thiện Hữu | Mạn Đức Lạp, A Lạp Đằng Triêu Cách, Ba Âm Cao Lặc, Tháp Mộc Tố Bố Lạp Cách                                                                                  |
| Ngạch Tế Nạp | Nhai đạo |
| Ngạch Tế Nạp | Hàng Không, Đông Phong |
| Ngạch Tế Nạp | Trấn |
| Ngạch Tế Nạp | Đạt Lai Hô Bố, Đông Phong, Cáp Nhật Bố Nhật Cách Đức Âm Ô Lạp                                                                                               |
| Ngạch Tế Nạp | Tô mộc |
| Ngạch Tế Nạp | Tái Hán Đào Lai, Mã Tông Sơn, Tô Bạc Náo Nhĩ, Ba Ngạn Đào Lai, Ôn Đồ Cao Lặc, Ba Âm Đào Hải                                                                 |